# Carl Palmer
Carl Frederick Kendall Palmer (Handsworth, Birmingham, 20 maart 1950) is een Brits drummer en percussionist. Hij wordt beschouwd als een van de meest gerespecteerde en invloedrijkste drummers aller tijden. Palmer is lid geweest van Britse bands als The Crazy World of Arthur Brown, Atomic Rooster, Emerson, Lake & Palmer en Asia. 
In 2017 ontving hij een "Prog God" tijdens de Progressive Music Awards van magazine Prog.
Hij is voor de tweede keer getrouwd en heeft een dochter uit zijn eerste huwelijk. Hij woont afwisselend in Engeland en op Cyprus.

## Discografie
- Emerson, Lake & Palmer
- Asia